# NyS
NyS er et dansk videnskabeligt tidsskrift der udgiver artikler om det danske sprog. NyS udgives med støtte fra Dansk Sprognævn. Udover forskningsartikler udgiver det også boganmeldelser. De ældre udgaver er digitaliseret og tilgængelige på tidsskrift.dk-platformen, dog under eget Internet-domæne.
Redaktionsgruppen består af Alexandra Kratschmer, Jan Heegård Petersen, Elisabeth Muth Andersen, Michael Nguyen, Line Sandst og Jacob Thøgersen.
Blandt hyppige bidragydere har været Ole Togeby, Lisbeth Falster Jakobsen og Lars Heltoft.

## Historie
Tidsskriftet udkom første gang 1970 hvor det blev udgivet under titlen Nydanske studier & almen kommunikationsteori. I 2000 blev titlen ændret til NyS med undertitlen Nydanske Sprogstudier.
I 2009 begyndte tidsskriftet at blive udgivet i samarbejde med Dansk Sprognævn.
I 2021 begyndte NyS kun at udkomme digitalt, og samtidigt stoppede tidsskriftet med at begrænse adgang til de seneste to års artikler for andre end abonnenter. Dermed blev det open access.